# FânFest
FânFest este cel mai mare festival de muzică din România organizat pe bază de voluntariat ce are loc la Roșia Montană, județul Alba și la care participă mai multe formații și interpreți din România și străinătăte, ajungând în 2013 la cea de-a opta ediție.
Festivalul a debutat în anul 2004 sub forma unei mișcări protestatare ecologiste sprijinite de artiști și oameni de cultură, împotriva exploatărilor aurifere prin cianurație preconizate în zona localității Roșia Montană, care ar duce la poluări masive ale apei/solului/atmosterei și distrugerea ireversibilă a faunei, florei, peisajului montan și a patrimoniului cultural.
FânFest se desfășoară pe parcursul a trei zile în care vizitatorii au parte de concerte în aer liber, activități culturale, de muzică și creație sub sloganul „Salvați Roșia Montană”.
Conform organizatorilor toți artiștii și interpreții se află aici pro bono pentru susținerea campaniei Salvați Roșia Montană și pentru a celebra diversitatea artistică și multiculturalismul. Acesul este liber la toate evenimentele organizate, singurele venituri rezultând, în beneficiul localnicilor, din găzduirea participanților și vânzarea de produse din zonă.
Dacă la început organizatorii anunțau mii de participanți la festival, în ultimul timp numărul celor care au participat la acest eveniment a tot scăzut, ajungând ca la ultima ediție să fie doar câteva sute de participanți. 

## Ediții trecute
Fân Fest se organizează de peste 9 ani în localitatea din Apuseni, adunând zeci de artiști ce au ales să cânte gratuit pentru participanții la acest eveniment.

### Ediția 2004

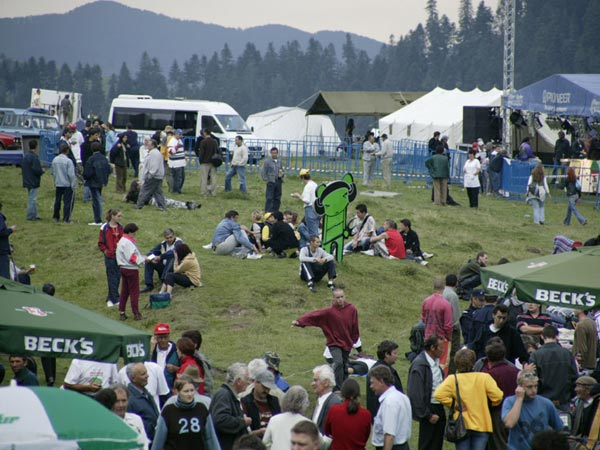
Participanții așteptând începutul concertelor la FânFest 2004

La ediția din 2004 au cântat Klan, Guerillas, Travka, B-ton, Shekinah, Zale, Bitză, Zob, Luna amară, Ombladon, Romano/G-Force sound (Germania), Unu', Phane Buton, Lbc Kru.

### Ediția 2005

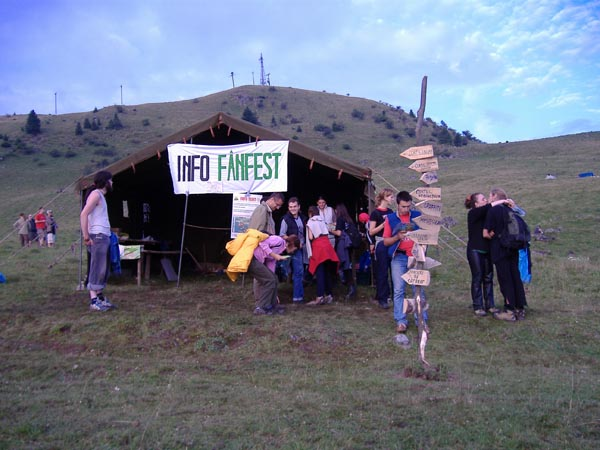
Cortul de informare la FânFest 2005

La ediția din 2005 au participat Endless Zone, Target, Da Hood, Altar, Implant pentru Refuz, B-ton, Vița de Vie, Timpuri Noi, Zdob și Zdub, Blazzaj, Blanosz Distrusoz, Silent Strike, Ada Milea, Aria Urbană, CTC, Guerrillas, Luna amară, Pacha Man, Bitză, Grasu XXL, K-Gula, Sensor, Shukar Collective, Romano, Phane Buton.

### Ediția 2006

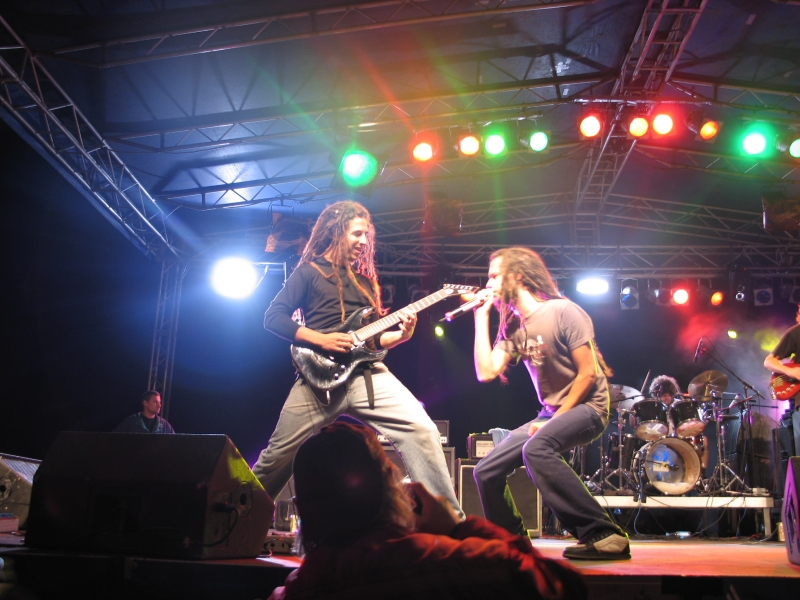
Concert la FânFest 2006

La ediția din 2006 vizitatorii de la Roșia Montană au ascultat muzică interpretată de Sensor, Subscribe, Slang, Implant pentru Refuz, Luna Amară, Altar, Coma, Blazzaj, Kumm, Nightlosers, Da Hood, Iordache, Chill Brothers, Romano/G-Force sound (Germania), Nada (Germania), Nociv, Blaoz Distruzos, Travka, Sedativ, Icory, Guerrillas, Dance Trauma, GodMode, Target, Bio, Grimus, Oranje, Uno, Cartweel (Bulgaria), Bucium, Corbus Albus, Blackbeers, Tapinarii, Oliver, Du-te Vino, Sart, No Substance (Marea Britanie).

### Ediția 2007

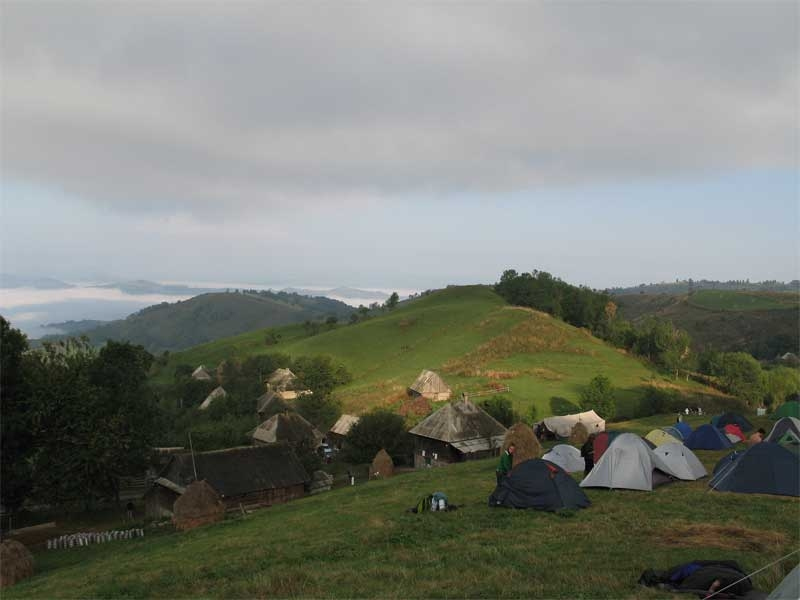
Corturile participanților şi casele localnicilor

În anul 2007 muzica a fost asigurată de trei scene după cum urmează:
Scena Principală: Rock House, Mauser, The Others, Kumm, Survolaj, Slang, Butterflies in my stomach, Iordache, Bucium, BIO, Travka, IPR, Altar, Sensor, Dutevino, Blanoz, B.A.U., Grimus, Tep Zepi, Luna Amară, A.G. Weinberger, Blazzaj, Mara & ZUM
Cortul Electro: Deeproots (București), Romano/G-Force sound (Germania), Fyah Burn Sound [Injektah+Mighty Boogie+General Trix] (Timișoara), Agent (Unusual Suspects) (Cluj Napoca), Addo (BaMSe Kru), Hazee (Skunk Predatorz), Roli Breaker, Rapala [LBC Kru, MS], Down [Unusual Suspects], Dan Bazix [BaMSe Kru], Sick [Bucuresti], Marwan [DUA, Cluj Napoca], Shy Beatz (București), Dj Azul [Canada]
Cortul Goa: Audiosex, DJ Lygos, DJ Latam, Option Zero, Dandwd, DJ Unit, Dimitrip, Cooper, Jivatma, Merlin Musicus, R-Tur, DJ Cartman
În 2007 s-au organizat și activități culturale și sportive cum ar fi: teatru, literatură, proiecții, excursii cu ghizi, treasure hunt, fân volei, fân fotbal, URBAN ART JAM, fân-jumping, escaladă pe lăzi, precum și o mica piață țărănească a produselor tradiționale.

### 2008 și 2009
În anul 2008 și 2009 festivalul nu a mai avut loc.

### Ediția 2010
Odată cu trecerea timpului și numărul vizitatorilor a scăzut. La ediția din 2010 au fost doar puțin peste 300 de participanți.
La ediția 2010 au cântat: Luna Amară, Grimus, The Others, Chilli Familli, Tep Zepi, Flood, Atomic Midget & Padre, Diegys, Astronaut KRU.
De asemenea vizitatorii au putut participa la târgul meșteșugarilor, târgul ONG-urilor de mediu, home made fair, o piața a produselor țărănești-tradiționale, Fân Fun Park, 2 lansări de carte, un recital de poezie al poetului clujean Ion Mureșan și o piesă de teatru.

### Ediția 2011
Această ediție a avut ca motto „Roșia Montană in patrimonoul UNESCO”. La a 6-a ediție a festivalului au participat următoarele trupe: Sarmalele Reci, Maria Răducanu & Pedro Negrescu, AdHoc Tagma, Mojo Barrels Band, Aria Urbana, DJ Limun, DJ Padre, DJ Burner Greene, DJ Yogi, Vj - Flowerstepper & Spacebunny, Junetrip, Trupa OM, Maya, DJ Fierbinteanu, DJ Atomic Midget, DJ MadLiquid, Kaya Sound, Alternative Quartet, Dusty Old Records, Luna Amară, DJ Injektah Phla & Tabac feat Pietonu', Koko percutii bongos & congas, DJ Burner Greene.
Și în această ediție s-au organizat activități culturale (teatru, proiecții, conferințe & dezbateri), sportive (excursii cu ghizi, Tai Chi) precum și un târg al produselor țărănești - tradiționale. FânFest fiind un festival care se adresează întregii familii, anul acesta s-au organizat și evenimente pentru copii, amenajându-se chiar și un spațiu unde aceștia au fost supravegheați de o educatoare. Roșia Montană Gold Corporation, firma canadiană care susține proiectul minier, împreuna cu Primăria localității atacă FânFest-ul organizând un contrafestival.

### Ediția 2012
Cea de-a 7-a ediție a festivalului cultural și ecologic FânFest s-a desfășurat în perioada 15 – 19 august 2012 sub motto-ul "Tinem munții în loc. Roșia Montană rezistă prin cultură."

### Ediția 2013
Cea de-a 8-a ediție a FânFest-ului a avut loc în perioada 15-18 august 2013. Activități prezente: proiecții de filme documentare, piese de teatru, dezbateri, ateliere, expoziții, concerte, tururi ghidate, activități speciale pentru copii, activități recreative și un târg țărănesc. Trupe participate: Luna Amară, 
Celelalte Cuvinte, Implant pentru Refuz, Altar, Aria Urbană etc.

### Ediția 2014
Ediția a 9-a a avut loc în întervalul 11-17 august 2014. Festivalul se va desfășura sub sloganul FânFest cultiva revoluția! propunând publicului un melanj multi-cultural, care aduce împreună muzica, drumețiile, teatrul, literatura,
poezia, pictura, fotografia, activismul civic, târg țărănesc, tradiția și
istoria. Vor concerta Baba Zula din Istanbul, trupa Toulouse
Lautrec, Vlad Dobrescu etc.

### Ediția 2015
Ediția a 10-a va avea loc în întervalul 13-16 august 2015.

## Critici

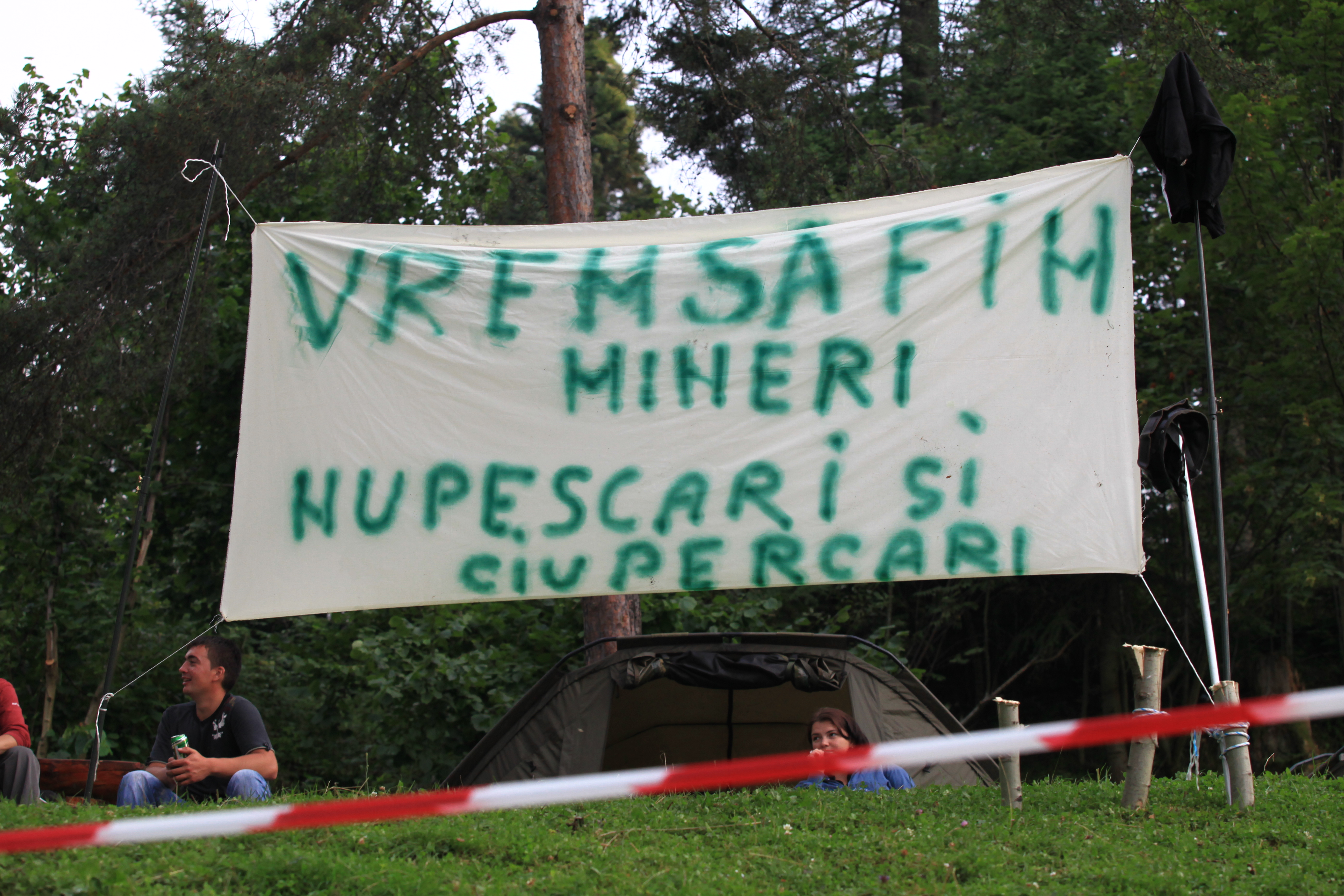

În anul 2006, la a doua ediție a evenimentului, unii localnici nu au fost mulțumiți de activitățile de la Roșia Montană . Un Woodstock transilvănean nu este chiar ceea ce ei și-ar fi dorit.
La ultima ediție, din 2010, localnicii susținători ai proiectului au fost chiar mai nemulțumiți. Ei spun că nu se regăsesc în zgomotosul festival și că își preferă sărbătorile locale, mai liniștite și cu care s-au obișnuit de atâția ani . 
Nici sloganul manifestării – „Hai la Roșia Montană să o eliberăm!“ – nu a fost tocmai pe gustul lor. Cornel Ignea, de exemplu, spune că „Roșia Montană este a noastră, a roșienilor, nu trebuie eliberată așa“. Același lucru îl subliniază și Constantin Palade, care a adăugat că, de vreme ce nu se poate vorbi de nici un război, nu este cazul să fie nici o eliberare și, în nici un caz, Roșia nu trebuie transformată într-un câmp de luptă. Cornel Avram nu vede care ar fi rostul sloganului și de ce ar vrea cineva să cucerească un loc care nu e al lui . 
În 2010, trei organizații din Roșia Montană susținătoare ale proiectului  au făcut publică o scrisoare deschisă după festivalul FânFest în care vorbesc despre diferența dintre vorbe și fapte, dintre intențiile organizatorilor și atitudinea participanților. Aceștia spun, în încheiere, că povestea Roșiei Montane nu poate veni dintr-un festival “lipsit de o minimă doză de bună-intenție” .